# いちばん星 (テレビドラマ)
『いちばん星』（いちばんぼし）は、1977年（昭和52年）4月4日から同年10月1日まで放送されたNHKの朝の連続テレビ小説第19作。全156回。

## 概要
昭和の流行歌手第1号となった佐藤千夜子の半生をフィクションを交えて描いた。NHKには全話のテープがある第1回と最終回以外は視聴者からの提供である。
NHK放送文化研究所メディア研究部は、ヒロインの半生を描いた本作品以降の12年間で「連続テレビ小説といえば、女性の一代記」というイメージを作り出した、としている。
1977年放送の平均視聴率は37.2%、最高視聴率は44.9%であった（関東地区、ビデオリサーチ調べ）。
放送ライブラリーでは第1回が公開。

## キャスト
佐藤千夜子
演 - 高瀬春奈 → 五大路子（高瀬が体調不良で途中降板したため、第61回（1977年6月13日放送）から五大が2代目として登板した）
佐藤英三郎
演 - 伴淳三郎
千夜子の父。
佐藤マツ
演 - 冨田恵子
千夜子の母。
佐藤亮吉
演 - 佐々木剛
千夜子の兄。
佐藤新吉
演 - 青柳武志
千夜子の弟。
速水らく子
演 - 一ノ瀬康子
千夜子を姉と慕う下級生。
速水陸郎
演 - 佐野守
らく子の兄で千夜子の婚約者、第13週で死去。
中山晋平
演 - 津川雅彦
野口雨情
演 - 柳生博
古賀政男
演 - 若尾哲平
木田滝子
演 - 木内みどり
ミス・キルバン
演 - バネッサ・アリア
柏倉巡査
演 - 山谷初男
森田豊二
演 - 頭師佳孝
太田
演 - 鈴木昭生
妻・いね
演 - 安田洋子
近所の人々
演 - 大野紀志夫、須永康夫、平野正明、峰田智代、山崎敦子
その他
演 - 三遊亭円之助、塩沢とき、沼田爆、真夏竜、長澄修、岩本多代、小柳ルミ子、戸浦六宏、小林尚臣、泉晶子、清水めぐみ、小畑あや、堀越陽子、山本聡

## スタッフ
- 原作 - 結城亮一[7]（『あゝ東京行進曲』より）
- 脚本 - 宮内婦貴子[7]
- 音楽 - 小森昭宏[7]
- 語り - 三国一朗[7]
- 演出 - 田中昭男[7]、松雄武
- 制作 - 秋山成次[7]
- 美術 - 水速信孝[7]
- 技術 - 黒柳要輔[7]
- 技術 - 佐藤守[7]
- 効果 - 伊藤希英[7]